# Dreiländerspitze
Die Dreiländerspitze ist ein Berg in den Alpen an der Grenze zwischen Österreich und der Schweiz.

## Beschreibung
Ihren Namen hat die Spitze auf Grund ihrer Lage an der Grenze der drei Stämme Rätoromanen, Bajuwaren und Alamannen und ihrer Sprachen. Die Staatsgrenze zwischen dem Schweizer Kanton Graubünden und den österreichischen Bundesländern Vorarlberg und Tirol verläuft in west-östlicher Richtung über die beiden Gipfel der Dreiländerspitze. Der Hauptgipfel stellt dabei den südlichsten Punkt der Landesgrenze zwischen Tirol und Vorarlberg dar. Die Dreiländerspitze sendet nach Westen, Norden, Osten und Südwesten ausgeprägte Grate, von denen nur der Westgrat keine Grenze trägt. Aufgrund ihrer herausragenden Stellung innerhalb des Gebietes, ihrer guten Erreichbarkeit von drei umliegenden Schutzhütten aus und des leichten Anstieges ist sie ein beliebter Aussichtsberg. Die erste dokumentierte Besteigung des weniger schwierigen und etwas niedrigeren Westgipfels führten am 14. Juli 1870 der deutsche Alpinist Theodor Petersen aus Frankfurt am Main zusammen mit dem Dorflehrer und einem Jungen aus Guarda vom südlich gelegenen Val Tuoi (Tuoi-Tal) aus.

## Lage und Umgebung

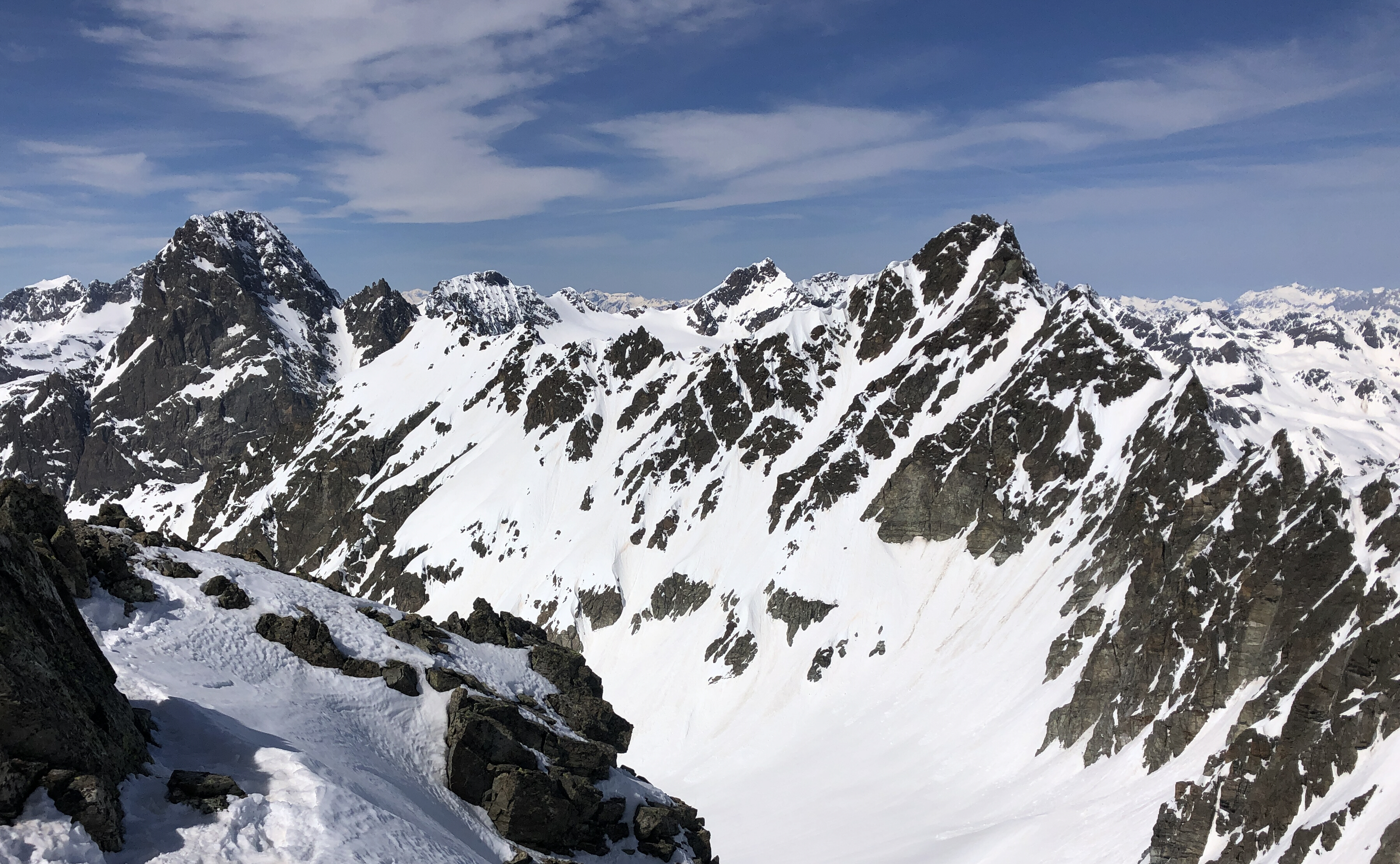
Lage der Dreiländerspitze: Piz Buin (links), hinten mittig Signalhorn, Egghorn, Egghornlücke und Silvrettahorn (davor der Ochsentaler Gletscher), rechts Dreiländerspitze (davor unten der Vadret Tuoi), zwischen Piz Buin und Dreiländerspitze Piz Mon und Piz Jeramias

Die Dreiländerspitz-Gruppe liegt im Zentrum der Silvretta und ist eine Berggruppe, die vom Vermuntpass (2797 m) im Westen bis zum Urezzasjoch (2890 m) im Osten reicht.
Ihre herausragenden Gipfel sind neben der Dreiländerspitze von Westen aus betrachtet der Piz Mon mit 2982 Metern Höhe und der 3136 Meter hohe Piz Jeramias. Östlich der Dreiländerspitze erheben sich die Vordere Jamspitze mit 3178 Metern und, von dieser durch das Jamjoch (3064 m) getrennt, die Hintere Jamspitze mit 3156 Metern. Im Norden liegen, getrennt durch die Untere (2913 m) und Obere Ochsenscharte (2977 m), der 3057 Meter hohe Ochsenkopf und nördlich der Tiroler Scharte (2935 m) der Tiroler Kopf mit 3105 Metern Höhe. Im Süden der Hinteren Jamspitze ragen der Piz Tuoi (3084 m) und der 3065 Meter hohe Piz Urezzas aus dem Kamm - letzterer ist von durch die Fuorcla Tuoi von der Hinteren Jamspitze getrennt.
Die Dreiländerspitze ist auf allen drei Seiten von Gletschern umgeben: Im Südosten befindet sich der Vadret Tuoi, westlich der Vermuntgletscher und nordöstlich der Jamtalferner. Über die Dreiländerspitze verläuft die Rhein-Donau-Wasserscheide für die Flüsse Ill und Inn. Aufgrund seiner Lage entwässern die drei den Berg einfassenden Täler in unterschiedliche Richtungen: Die Ill, die am Vermuntgletscher entspringt fließt durch den Silvrettastaussee sowie den Vermuntstausee in den Rhein und somit zur Nordsee. Das Tuoi-Tal dagegen in den Inn, ebenso das Jamtal über das Paznaun und somit über die Donau ins Schwarze Meer.
Die nächsten Siedlungen sind im Norden das etwa 14 Kilometer Luftlinie entfernte Galtür (Tirol) und im Süden das etwa 9 Kilometer entfernte Guarda (Graubünden) im Unterengadintal. Auf Vorarlberger Seite ist Partenen im Montafon (Gemeinde Gaschurn) das nächstgelegene Dorf. Die nächstgelegene Straßenanbindung ist die Silvretta-Hochalpenstraße (Bielerhöhe), die das Montafon mit dem Paznauntal verbindet (Wintersperre, im Winter Zugang für Schneesportler mit der Vermuntbahn (Illwerke vkw AG) ab Partenen und dem Tunnelbus bis zur Passhöhe).

## Erschließung und Tourismus

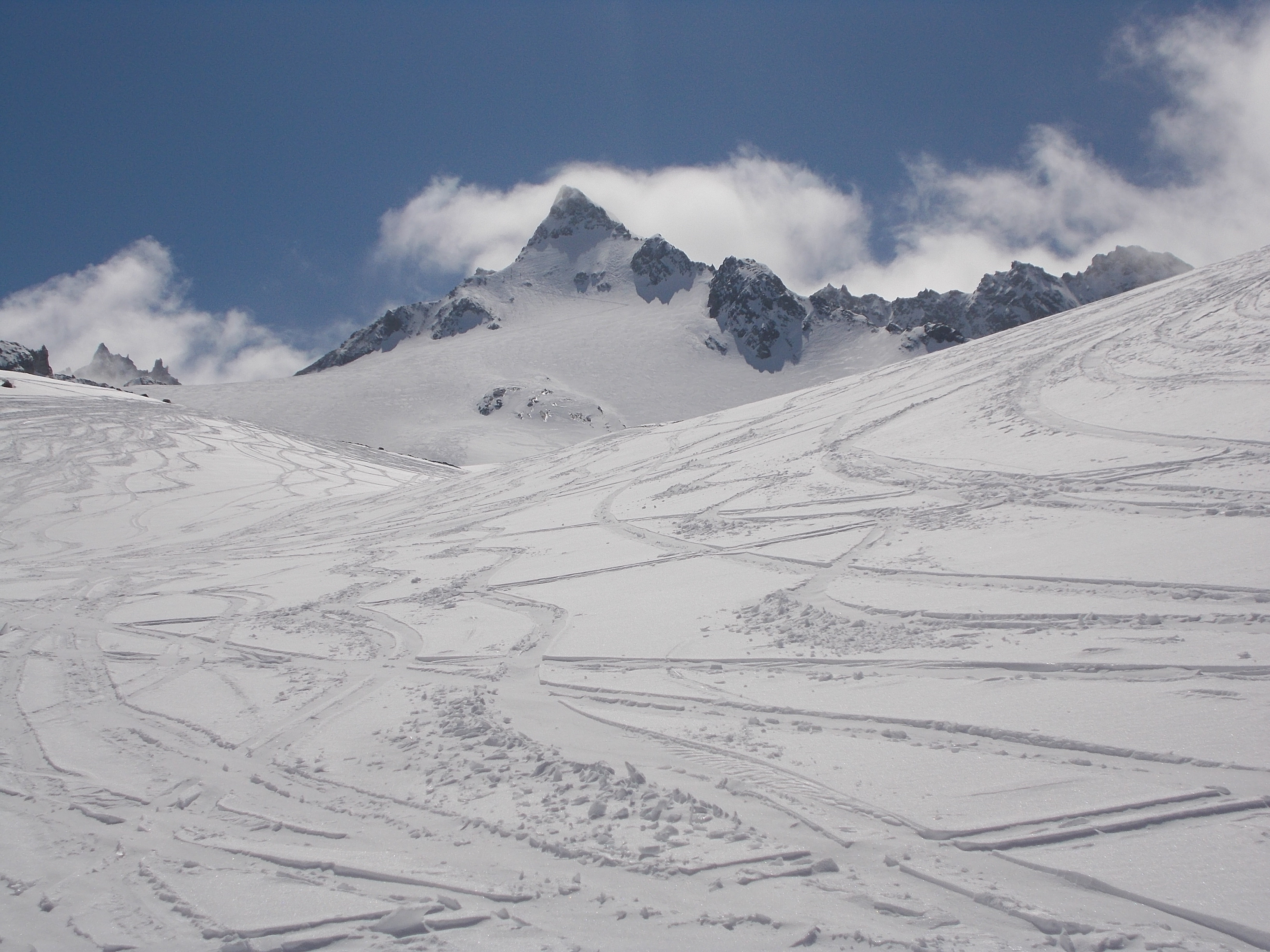
Die Dreiländerspitze ist ein beliebtes Skitourenziel, hier die Route über den Vermuntgletscher

Theodor Petersen und seine beiden Gefährten waren 1870 nicht die Ersten auf dem Gipfel der Dreiländerspitze, sie fanden eine sogenannte Signalstange vor, die anlässlich der Landesvermessung in den 1850er-Jahren dort platziert worden war. Petersens Route führte vom südlich gelegenen Tuoi-Tal aus hinauf zum Vermuntpass. Dort wandte man sich rechts (östlich) über den Vermunt-Gletscher zum Westgrat und erreichte, theilweise mühselig kletternd, den westlichen, niedrigeren, Gipfel der Spitze. Der Abstieg führte sie zurück zum Vermuntgletscher und weiter nach Westen am Piz-Buin-Nordgrat vorbei über den Silvrettagletscher hinunter zur damals bereits bestehenden Silvrettahütte auf 2341 Metern Höhe. Den östlichen, etwas höheren und stark zerklüfteten Gipfel der Dreiländerspitze erreichten C. Blezinger und C. Stedefeld aus Prag erst im August 1882.
Der heutige Normalweg (leichtester Anstieg) folgt nur im obersten Teil der Route von Petersen und seinen Gefährten. Als Stützpunkt für die Besteigung über die Westflanke und den oberen Westgrat dient seit 1896 die nordwestlich gelegene Wiesbadener Hütte auf 2443 Metern Höhe. Der Weg von dort führt zunächst in südöstlicher Richtung hinauf zur Oberen Ochsenscharte und über die Nordwestflanke und den oberen Westgrat in einer Gehzeit von, laut Literatur, etwa drei Stunden zum Gipfel. Dabei werden einige Firnfelder begangen. Die Kletterpassagen weisen den Schwierigkeitsgrad UIAA I auf. Von der südlich gelegenen Tuoihütte (2250 m) kann man, Petersens Route folgend, auch auf die Dreiländerspitze aufsteigen, oder von der Jamtalhütte, 2165 m, nordöstlich gelegen, über den Jamtalferner und die Obere Ochsenscharte, teilweise als Hochtour.

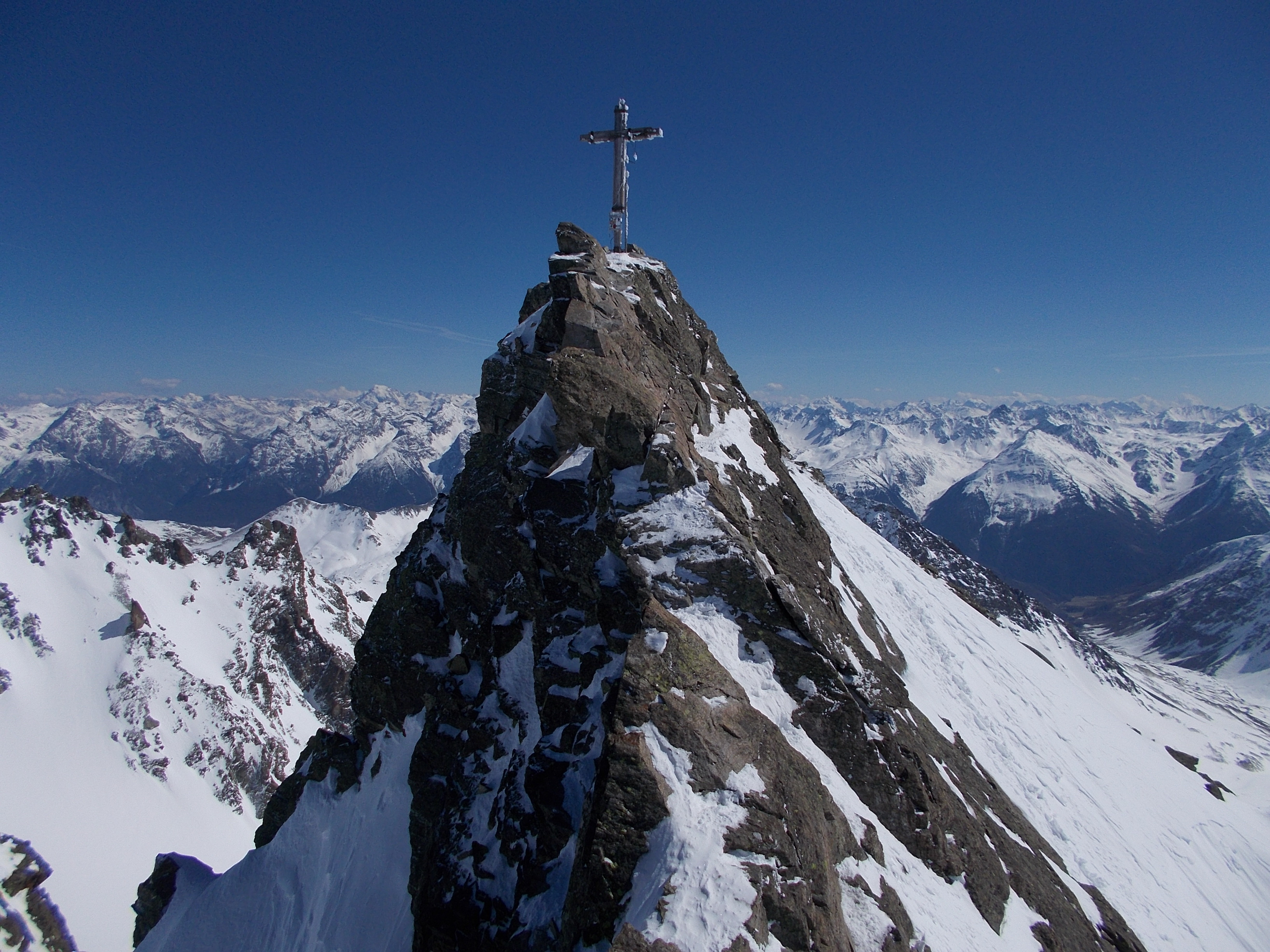
Hauptgipfel im Winter vom Westgipfel aus gesehen. Ortler links, Cima di Piazzi rechts hinter dem Hauptgipfel. Im Mittelgrund die lange Talfurche des Unterengadin.

Der Berg wird im Frühjahr häufig mit Ski bestiegen. (Skidepot am Westgrat, der Aufstieg ab dort ist teilweise ausgesetzt und heikel, Pickel und / oder Steigeisen sind ratsam, da Stellen mit hartem Schnee oder Vereisung am Gipfelgrat vorhanden sein können.)